# La Chapelle-Grésignac
La Chapelle-Grésignac (okzitanisch La Chapela de Gresinhac) ist eine französische Gemeinde (commune) mit 102 Einwohnern (Stand: 1. Januar 2022) im Département Dordogne in der Region Nouvelle-Aquitaine. Die Gemeinde besteht aus den beide Hauptorten La Chapelle und Grésignac sowie zwei Weilern (hameaux) und einigen Einzelgehöften (fermes). Die Bewohner werden Chapellois und Chapelloises genannt.

## Lage und Klima
Der Doppelort La Chapelle-Grésignac liegt in der Kulturlandschaft des Périgord nahe der Grenze zum Angoumois in einer Höhe von ca. 110 m. Die Stadt Périgueux ist gut 45 km (Fahrtstrecke) in südöstlicher Richtung entfernt; die Stadt Angoulême befindet sich gut 38 km nordwestlich. Das Klima ist gemäßigt; Regen (ca. 834 mm/Jahr) fällt übers Jahr verteilt.

## Bevölkerungsentwicklung
| Jahr      | 1800 | 1851 | 1901 | 1954 | 1999 | 2015 |
| Einwohner | 419  | 411  | 305  | 216  | 112  | 107  |

Der kontinuierliche Bevölkerungsrückgang im ausgehenden 19. und im 20. Jahrhundert ist im Wesentlichen auf die Mechanisierung der Landwirtschaft und die Aufgabe von bäuerlichen Kleinbetrieben zurückzuführen.

## Wirtschaft
Die Bewohner der Gemeinde lebten jahrhundertelang als Selbstversorger von der Land- und Forstwirtschaft (Getreideanbau, Holzkohle); Obst und Gemüse wurden in den hauseigenen Gärten angebaut. Im Ort selbst haben sich Kleinhändler und Handwerker niedergelassen.

## Geschichte
Die ersten Erwähnungen des Ortsnamens Greziniaco oder Grezinhaco stammen aus dem 13. und 14. Jahrhundert; damals war Grézignac noch eng mit dem Angoumois verbunden. Die romanische Kirche des Ortes entstand jedoch bereits im 12. Jahrhundert. Der Ortsteil La Chapelle gehörte lange Zeit zu Grézignac.

## Sehenswürdigkeiten
La Chapelle

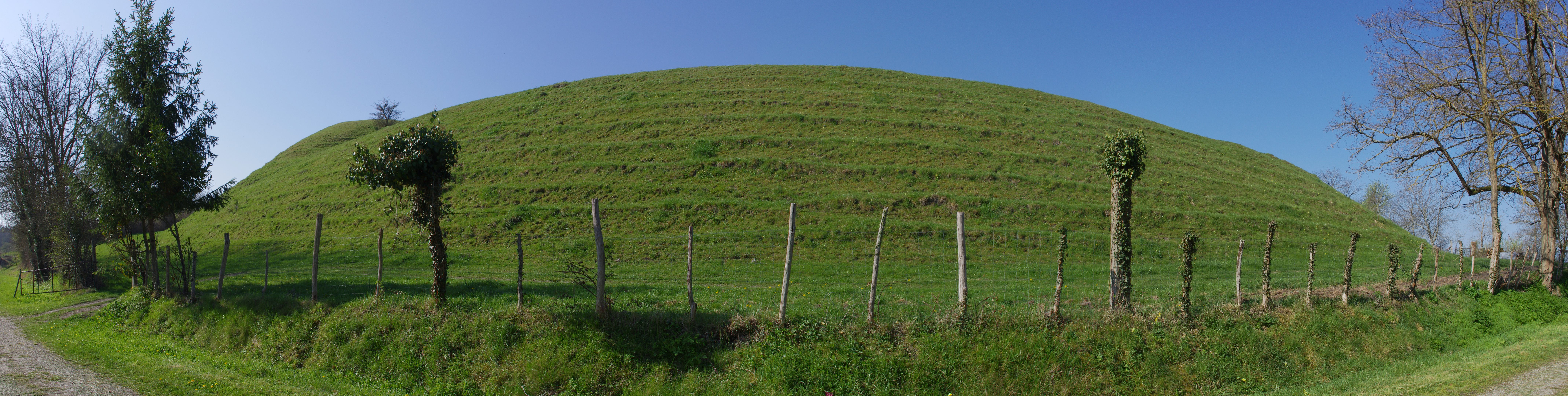
Motte

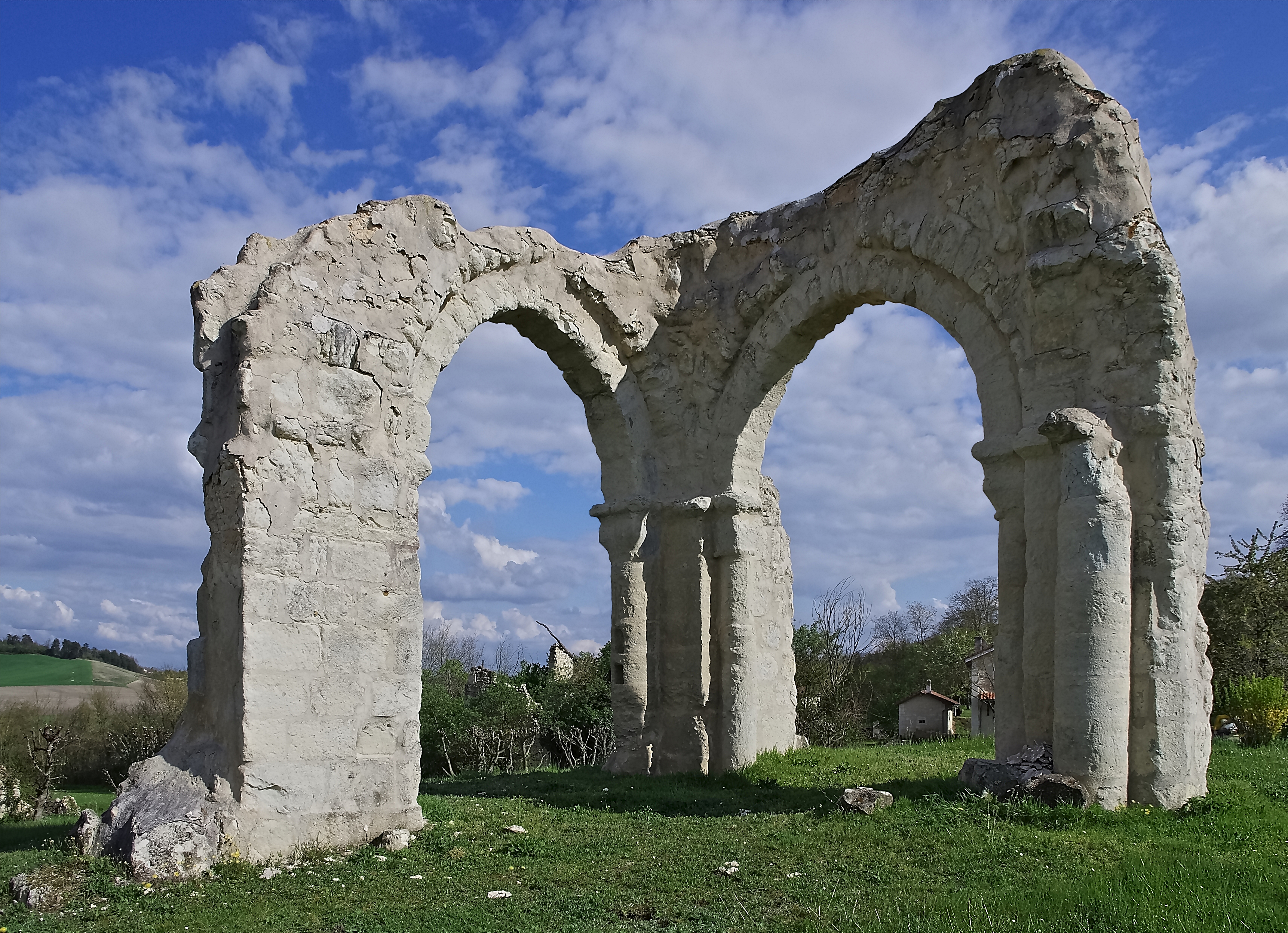
Kirchenruine Saint-Jean

- Die ehemals zu Grézignac, später dann zu Aubeterre-sur-Dronne gehörende und im 17. Jahrhundert neu erbaute einschiffige Église Saint-Étienne wurde im 19. Jahrhundert grundlegend restauriert. Das Kirchenschiff wird von einem Holzgewölbe überspannt.[3]

Grézignac
- Ältestes Zeugnis der ehemals eng mit dem Angoumois verbundenen Geschichte von Grézignac ist ein von Menschenhand aufgeschütteter Erdhügel, auf welchem ehemals eine hölzerne Festung (motte) stand.[4]
- Die ehemalige Pfarrkirche Saint-Jean bestand noch im 17. Jahrhundert; danach wurde ihr Zustand immer baufälliger. Im Jahr 1902 waren noch zwei Segmente des Tonnengewölbes sichtbar.[5]

Clauzurou
Das nahe der nördlichen Gemeindegrenze stehende Château du Clauzurou und eine benachbarte Wassermühle befinden sich beide auf dem Gebiet der Nachbargemeinde Champagne-et-Fontaine.